# Zhang Zhongqi

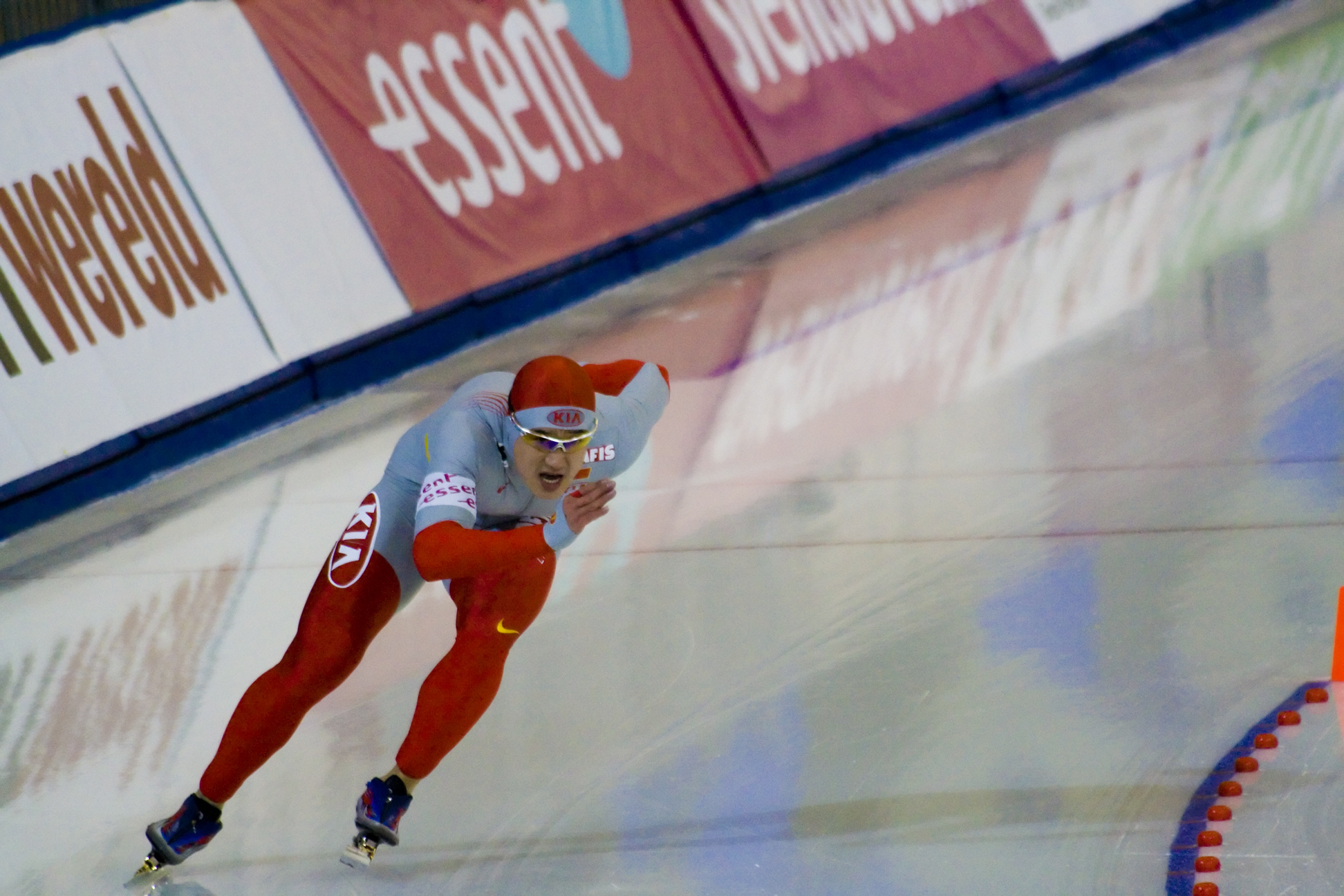
Zhang Zhongqi 2009

Zhang Zhongqi (chinesisch 张忠奇, Pinyin Zháng Zhōngqí; * 2. November 1982) ist ein chinesischer Eisschnellläufer.
Zhongqi Zhang debütierte im Dezember 2002 bei seinem Heimweltcup in Harbin und gewann auf Anhieb das 500-Meter-Rennen der B-Gruppe. Im Januar 2004 konnte er mit einem zehnten Platz – wiederum in Harbin – erstmals unter die Besten der A-Gruppe laufen. Zwei Wochen zuvor gewann er bei den Asienmeisterschaften in Chuncheon Silber über 500 Meter hinter Yuya Oikawa. Über 1000 Meter erreichte er Rang sieben. Bei den Olympischen Spielen 2006 in Turin trat er über 1000 Meter an, wurde aber nur 35. Im Weltcup erreichte er im Dezember 2006 mit einem fünften Platz über 500 Meter in Harbin seine beste Platzierung im Weltcup. Seine beste Platzierung im Gesamtweltcup war ein zehnter Rang auf der 100-Meter-Strecke in der Saison 2003/04.

## Eisschnelllauf-Weltcup-Platzierungen
| Platzierung | 100 m | 500 m | 1000 m | 1500 m | 5000 m | 10000 m | Team |
| ----------- | ----- | ----- | ------ | ------ | ------ | ------- | ---- |
| 1. Platz    |       |       |        |        |        |         |      |
| 2. Platz    |       |       |        |        |        |         |      |
| 3. Platz    |       |       |        |        |        |         |      |
| Top 10      | 4     | 3     |        |        |        |         |      |

(Stand: 3. Dezember 2006)